# Бур су Шатле
Бур су Шатле (фр. Bourg-sous-Châtelet) је насељено место у Француској у региону Франш-Конте, у департману Територија Белфор.
По подацима из 2011. године у општини је живело 124 становника, а густина насељености је износила 147,62 становника/km².

## Демографија
| 1962. | 1968. | 1975. | 1982. | 1990. | 2011. |
| ----- | ----- | ----- | ----- | ----- | ----- |
| 30    | 28    | 45    | 85    | 111   | 124   |